# Пропадиен
Пропадие́н — простейший аллен, органическое соединение с кумулированной двойной связью (C=C). Первое соединение ряда алленов. Концевые CH2 группы лежат в одной плоскости с центральным атомом углерода, но повёрнуты друг относительно друга на 90°. Входит в состав сварочных смесей. В чистом виде используется для некоторых специальных видов сварки.  В органическом синтезе его используют в качестве сырья для производства инсектицидов.

## Производство
Производство идёт с хорошим выходом. Синтез начинается с аллилбромида, который сначала превращают добавлением брома в 1,2,3-трибромпропан. Отщепление бромоводородной кислоты с образованием 2,3-дибромпропена, и его последующее восстановление с порошком цинка дает пропадиен.

## Равновесие с метилацетиленом
Пропадиен всегда существует в равновесии со своим изомером метилацетиленом. Такую смесь иногда называют MAPD по первым буквам m-метил, a-ацетилен, p-пропа и d- диен:
{\displaystyle {\mathsf {H_{3}C{\text{-}}C\equiv CH\rightleftarrows H_{2}C{\text{=}}C{\text{=}}CH_{2}}}}
Для этой реакции Keq = 0,22 (при 270 °C) или 0,1 (при 5 °C).
MAPD получают как побочный продукт, как правило нежелательный, при крекинге пропана с целью получения пропена, важного исходного вещества для многих химических производств. MAPD может взаимодействовать с катализатором Циглера — Натта, мешая полимеризации пропена.